# Castellan (Pologne)
Pour les articles homonymes, voir Castellan.

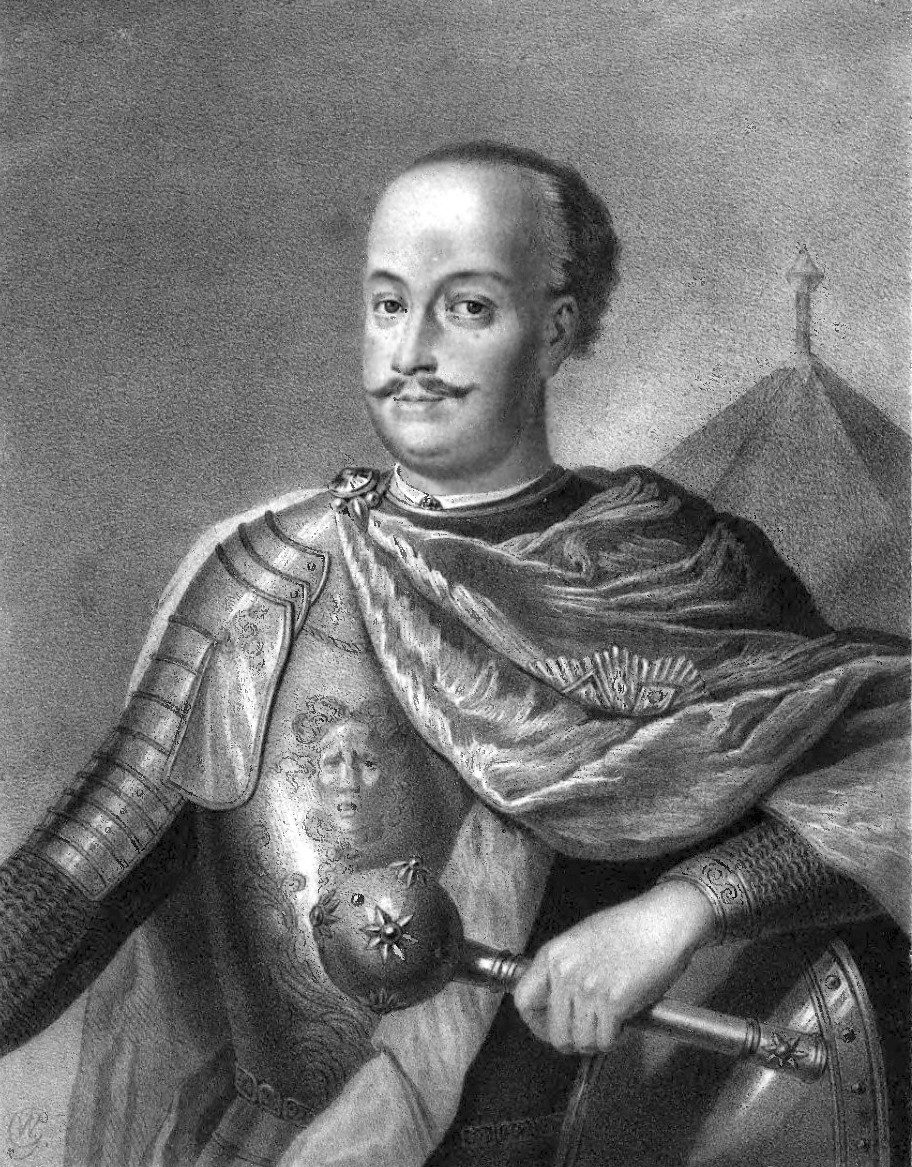
Castellan Adam Mikołaj Sieniawski

Un castellan (en polonais, kasztelan) est, dans le royaume de Pologne et le grand-duché de Lituanie, puis dans la république des Deux Nations, le responsable d'une castellanie (kasztelania), formée par une ville ou une place forte et les territoires en dépendant. 

## Historique
Leur nombre varie au cours du temps avec les changements de frontières de la République. 
À partir de 1565, le principe de l'incompatibilitas interdit aux voïvodes et aux castellans de détenir simultanément une autre fonction, sauf celle d'hetman, qui est une fonction militaire.

## Place dans la hiérarchie de la république des Deux Nations
Les castellans, comme les voïvodes, siègent au Sénat (Senat), chambre haute de la Diète. 
Les castellanies étant incluses dans le territoire des voïvodies, les castellans sont considérés comme inférieurs au voïvodes, sauf trois d'entre eux, les castellans de Cracovie (capitale du royaume de Pologne et jusqu'en 1595, capitale de la République), de Wilno (capitale du grand-duché de Lituanie) et de Trakai (autre ville du grand-duché), qui sont respectivement premier, sixième et dixième membres du Sénat.

## Source
Cet article comprend des extraits du Dictionnaire Bouillet. Il est possible de supprimer cette indication, si le texte reflète le savoir actuel sur ce thème, si les sources sont citées, s'il satisfait aux exigences linguistiques actuelles et s'il ne contient pas de propos qui vont à l'encontre des règles de neutralité de Wikipédia.